# Merodon caucasicus
Merodon caucasicus är en tvåvingeart som beskrevs av Portsch. 1877. Merodon caucasicus ingår i släktet narcissblomflugor, och familjen blomflugor. Inga underarter finns listade i Catalogue of Life.